# Rejencja Szwabia
Rejencja Szwabia (niem. Regierungsbezirk Schwaben) – okręg (Bezirk) oraz rejencja w Niemczech, w kraju związkowym Bawaria. Główny urząd rejencji, zarząd (Regierung), ma siedzibę w Augsburgu. Rejencja stanowi wschodnią część historycznej Szwabii – pozostała należy do Badenii-Wirtembergii.

## Geografia
Rejencja Szwabia leży w południowo-zachodniej części Bawarii. Od południa graniczy z Austrią, od zachodu z Badenią-Wirtembergią, od północy ze Środkową Frankonią i od wschodu z Górną Bawarią. Największe rzeki przepływające przez rejencję to Dunaj, Lech, Iller, Wertach, Günz, Mindel i Wörnitz.

## Historia
W 1803 założono Bawarską Prowincję Schwabię (Baierische Provinz Schwaben), w 1808 podzielono ją na trzy powiaty, w 1817 zjednoczono w powiat Oberdonau, przemianowany w 1837 na powiat Schwaben und Neuburg. Z niewielkimi zmianami granic przetrwał do 1939, gdy rząd hitlerowski w ramach akcji ujednolicania Niemiec nadał mu dzisiejszą nazwę. W 1972 doszło do zamiany niektórych terytoriów z Górną Bawarią.

## Podział administracyjny
Rejencja Szwabia dzieli się na:
- trzy regiony planowania (Planungsregion)
- cztery miasta na prawach powiatu (Stadtkreis)
- dziesięć powiatów ziemskich (Landkreis)

Regiony planowania:
| Lp. | Nazwa regionu planowania | Ludność (31.12.2010) | Powierzchnia km² | Liczba miast na prawach powiatu | Liczba powiatów |
| --- | ------------------------ | -------------------- | ---------------- | ------------------------------- | --------------- |
| 1   | Allgäu                   | 467 479              | 3349,80          | 2                               | 3               |
| 2   | Augsburg                 | 855 165              | 4066,00          | 1                               | 4               |
| 3   | Donau-Iller              | 462 191              | 2578,35          | 1                               | 3               |

Do regionu Donau-Iller należy również jedno miasto na prawach powiatu oraz dwa powiaty ziemskie w Badenii-Wirtembergii. Całkowita powierzchnia regionu wynosi 5 464,17 km², a zamieszkuje go łącznie 963 565 mieszkańców.
Miasta na prawach powiatu:
| Lp. | Nazwa miasta     | Ludność (31.12.2010) | Powierzchnia km² |
| --- | ---------------- | -------------------- | ---------------- |
| 1   | Augsburg         | 264 708              | 146,93           |
| 2   | Kaufbeuren       | 41 843               | 40,02            |
| 3   | Kempten (Allgäu) | 62 060               | 63,29            |
| 4   | Memmingen        | 41 025               | 70,17            |

Powiaty ziemskie:
| Lp. | Nazwa powiatu          | Ludność (31.12.2010) | Powierzchnia km² | Liczba gmin |
| --- | ---------------------- | -------------------- | ---------------- | ----------- |
| 1   | Aichach-Friedberg      | 127 955              | 783,09           | 24          |
| 2   | Augsburg               | 240 068              | 1071,13          | 46          |
| 3   | Dillingen an der Donau | 93 539               | 792,30           | 27          |
| 4   | Donau-Ries             | 128 867              | 1274,61          | 44          |
| 5   | Günzburg               | 120 451              | 762,52           | 34          |
| 6   | Lindau (Bodensee)      | 79 769               | 323,37           | 19          |
| 7   | Neu-Ulm                | 165 461              | 515,34           | 17          |
| 8   | Oberallgäu             | 149 926              | 1527,97          | 28          |
| 9   | Ostallgäu              | 133 881              | 1395,09          | 45          |
| 10  | Unterallgäu            | 135 366              | 1230,24          | 52          |